# Harri Pesonen
Harri Pesonen (* 6. srpna 1988, Muurame) je finský lední hokejista, krajní útočník. V současnosti hraje za klub SCL Tigers ve švýcarské lize. S finskou reprezentací vyhrál tři velké zlaté medaile - na olympijských hrách v Pekingu roku 2022, na mistrovství světa 2019 a na mistrovství světa 2022. Finskou nejvyšší soutěž hrál za JYP Jyväskylä, s nímž se stal dvakrát mistrem Finska (2009, 2012). Švýcarskou ligu hrál krom Tigers i za Lausanne. Dvě sezóny zkusil v zámoří, ale za New Jersey Devils odehrál v NHL jen 4 zápasy a většinu času strávil na farmě Albany Devils v AHL. Rok hrál též v KHL za Metallurg Magnitogorsk a Ak Bars Kazaň.